# August Faust
August Faust (* 24. Juli 1895 in Wilhelmshaven; † 7. Mai 1945 in Breslau) war ein deutscher Professor für Philosophie und Nationalsozialist.

## Leben
Faust, Sohn eines Rechnungsrates im Reichsmarineamt, machte 1914 in Berlin Abitur und begann ein Studium der Philosophie und Germanistik an der Universität Kiel. Während des Ersten Weltkrieges war er als Kriegsfreiwilliger zunächst in Berliner Lazaretten als Krankenpfleger tätig. Ab 1916 kam er an der Westfront zum Einsatz, wo er durch einen Genickdurchschuss schwer verwundet wurde. Nach Kriegsende setzte Faust sein Studium 1919 bei Heinrich Rickert an der Universität Heidelberg fort und hörte ab 1920 Husserl und Cohn in Freiburg. Bei Heidegger besuchte er im Winter 1920 die „Einleitung in die Phänomenologie der Religion“. Sein Studium verdiente er sich mit Deutschunterricht für ausländische Studenten. Da ihn weder Husserl noch Heidegger und auch nicht die Hegelvorlesungen Richard Kroners überzeugten, konzentrierte sich Faust auf Kant und Fichte sowie die vorkantische Philosophie unter Anleitung Ernst Hoffmanns. Die Promotion erfolgte 1923 bei Heinrich Rickert zum Thema „Descartes und Augustin. Zur Unterscheidung theoretischer und religiöser Gewissheit.“ Faust habilitierte sich 1927 mit der unveröffentlichten Schrift „Gegenstandsbewusstsein und Gemeinschaftsbewusstsein“. Im Anschluss war er als Privatdozent und Assistent am Philosophischen Seminar in Heidelberg bei Rickert tätig. Zusätzlich unterrichtete er an der Lehrerbildungsanstalt in Heidelberg. Am 16. Juni 1933 wurde er zum nichtbeamteten außerordentlichen Professor der Philosophie und Pädagogik ernannt. Er wechselte mit der gleichen Stellung am 1. April 1935 an die Universität Tübingen und erhielt zum 1. Januar 1937 eine Stelle als ordentlicher Professor in Breslau als Nachfolger auf dem seit 1933 vakanten Lehrstuhl von Siegfried Marck. Hier galt er als das „Sprachrohr des Amtes Rosenberg“.
Obschon 38 Jahre alt, trat Faust am 15. September 1933 in die Hitlerjugend ein. Zum 19. Juli 1934 wurde er Mitglied des Nationalsozialistischen Lehrerbunds (Nr. 295.688) sowie in Heidelberg Fachschaftsleiter der Dozentenschaft. Mit Gründung des NSD-Dozentenbunds 1934 wurde er Mitglied der Reichsdozentenführung und in Breslau Gauschulungsleiter des NSDDB. Zum 1. Mai 1937 trat er der NSDAP bei (Mitgliedsnummer 4.015.685).
Das philosophische Werk befasst sich vor allem mit der Transzendentalphilosophie Kants und Fichtes, mit der Philosophiegeschichte und der politischen Pädagogik. In seinem Hauptwerk, der zweibändigen Schrift „Beiträge zur Geschichte des Möglichkeitsproblems“ versuchte Faust aufzuzeigen, dass Fichtes Wissenschaftslehre eine konsequente Weiterbildung des kantischen Systems ist. Während der Zeit des Nationalsozialismus befasste Faust sich mit Jakob Böhme, dessen Werk er in drei Bänden herausgab. Faust war Herausgeber der Zeitschrift „Pädagogische Hochschule“. In einer aus einer Rede entstandenen kleineren Schrift über Fichte macht Faust diesen zum Vorläufer des Nationalsozialismus, indem er ihn als Sozialisten, Gegner der Judenemanzipation und wirtschaftspolitischen Autarkisten beschrieb. Die Grundlagen für eine „authentisch deutsch-metaphysische Lebenshaltung und Weltdeutung“ sah Faust in der Reihe Eckhart-Kopernikus-Paracelsus-Luther-Böhme.
Im Rahmen der Aktion Ritterbusch war Faust Herausgeber des Bandes „Das Bild des Krieges im deutschen Denken“. Außerdem schrieb er eine „Philosophie des Krieges“. Ein weiteres Projekt war die Wiederbelebung der Kant-Studien, die 1937 zum letzten Male erschienen waren, und deren neue Herausgeber als „Kant-Studien Neue Folge“ im Jahr 1942 neben Faust die regimetreuen Philosophen Günther Lutz, Hans Heyse und Ferdinand Weinhandl wurden.
Faust beging nach der Schlacht um Breslau im Zuge der Besetzung der Stadt durch die Rote Armee am 7. Mai 1945 durch Erschießen Suizid.
Nach Kriegsende wurden seine Schriften Johann Gottlieb Fichte (Priebatsch, Breslau 1938) und Philosophie des Krieges (Eher, München 1942) und das von ihm herausgegebene Das Bild des Krieges im deutschen Denken (Kohlhammer, Berlin & Stuttgart 1941) in der Sowjetischen Besatzungszone auf die Liste der auszusondernden Literatur gesetzt.

## Schriften
- Heinrich Rickert und seine Stellung innerhalb der deutschen Philosophie der Gegenwart. Tübingen 1927.
- Der Möglichkeitsgedanke. Systemgeschichtliche Untersuchungen. Erster Teil: Antike Philosophie. Zweiter Teil: Christliche Philosophie. Zwei Bände. Heidelberg 1931/1932.
- Johann Gottlieb Fichte. Breslau 1938.
- Philosophie des Krieges. (= Schriftenreihe zur weltanschaulichen Schulungsarbeit der NSDAP 17) München 1942.

Herausgeberschaft 
- Zen: Der lebendige Buddhismus in Japan. Ausgewählte Stücke des Zen-Textes, Übersetzt und eingeleitet von Ohasama Shūej.  Mit einem Geleitwort von Rudolf Otto,  Perthes, Gotha 1925.